# Agapanthiola sinae
Agapanthiola sinae es una especie de escarabajo del género Agapanthiola, de la familia Cerambycidae.

## Distribución
Agapanthiola sinae se distribuye por China.

## Taxonomía
Fue descrita científicamente por Dahlgren en 1986.

### Tratamiento taxonómico
La especie aparece registrada y publicada en «DAHLGREN Gunnar. Über einige Agapanthia-Arten des Senckenberg-Museums (Insecta: Coleoptera: Cerambycidae). Senckenbergiana Biologica, Frankfurt am Main 67: 73-75. (1986)».